# Jane Eyre (film 1910)
Jane Eyre è un cortometraggio muto del 1910. Non si conosce con sicurezza il nome del regista anche se in passato la regia era stata erroneamente attribuita a Theodore Marston. Questa è la prima delle numerose versioni cinematografiche tratte dal romanzo di Charlotte Brontë.
Jane Eyre da bambina è interpretata da Marie Eline, una giovanissima attrice che era conosciuta anche come The Thanhouser Kid.

## Produzione
Il film fu prodotto dalla Thanhouser Film Corporation.

## Distribuzione
Distribuito dalla Thanhouser Film Corporation, il film - un cortometraggio in una bobina - uscì nelle sale cinematografiche statunitensi il 6 maggio 1910.